# Omar Yacef
Omar Yacef, noto come Petit Omar (Algeri, 1944 – Algeri, 8 ottobre 1957), è stato un rivoluzionario algerino.

## Biografia

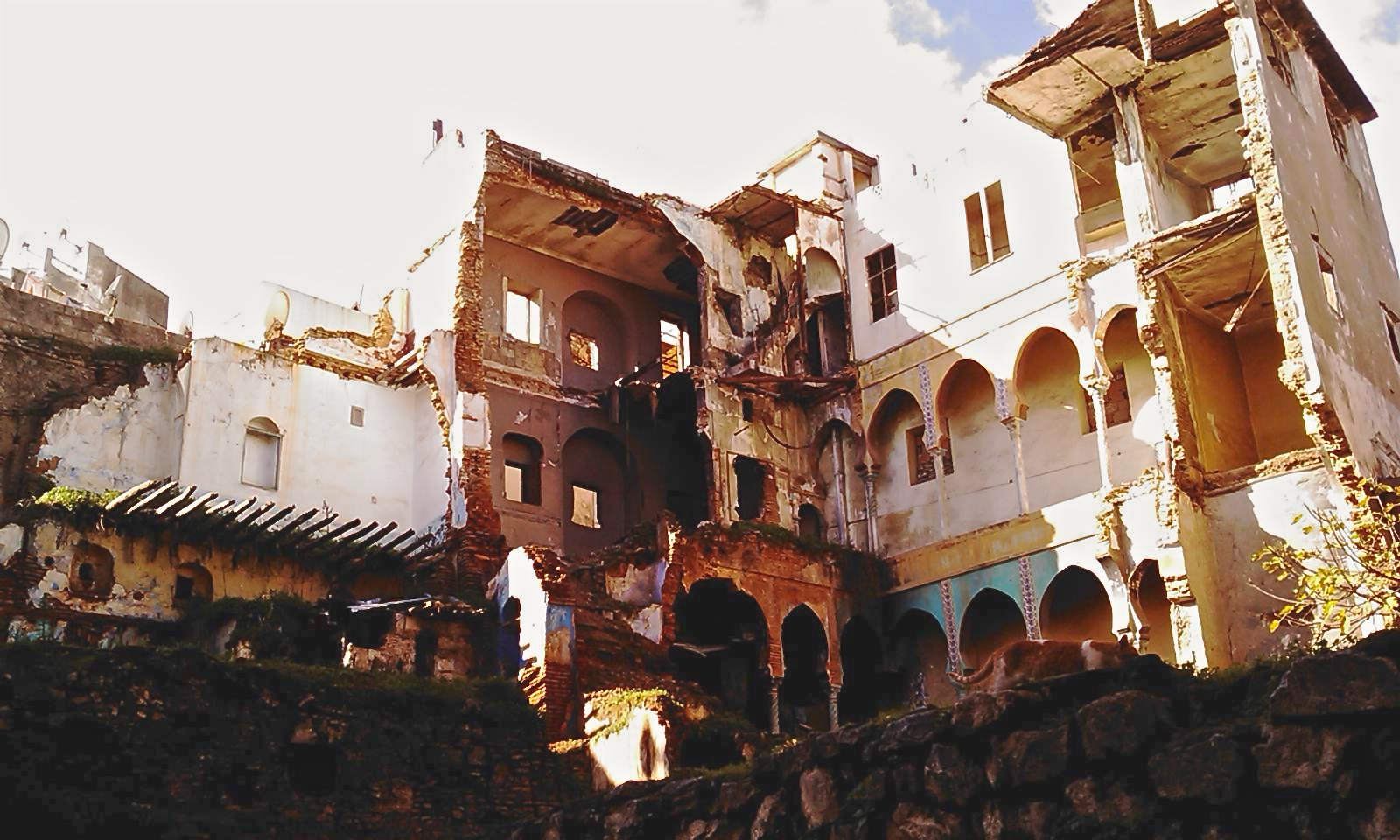
Le rovine della casa, sita ad Algeri in rue des Abdérrames 5, fatta saltare in aria dai francesi

Omar Yacef nacque nel 1944 nella casba di Algeri, proveniente dalla famiglia Yacef di Azeffoun della Cabilia marittima; era nipote di Yacef Saadi, capo della zona autonoma di Algeri (ZAA), che lo nominò agente di collegamento tra i combattenti ed i leader del FLN nella casba durante la guerra d'indipendenza algerina.
Il piccolo Omar crebbe nella grande casa di famiglia di Yacef Saadi, che si trovava in rue des Abdérrames 5, nella casba di Algeri, frequentata da importanti figure della rivoluzione quali Abane Ramdane, Belkacem Krim, il colonnello Amar Ouamrane, Rabah Bitat e Ali Ammar, e fin dalla più tenera età imparò a maneggiare le armi; staffetta e corriere tra militanti e i leader del FLN, riusciva ad attraversare i posti di blocco e a sventare la vigilanza dei paracadutisti francesi nei momenti più intensi della battaglia di Algeri.
Fu ucciso l'8 ottobre 1957 nella casba, insieme ad Ali Ammar, Hassiba Ben Bouali e Mahmoud Hamid Bouhamidi, da soldati del 1º reparto paracadutisti della Legione straniera che fecero esplodere la casa di rue des Abdérrames 5, dove i quattro si trovavano nascosti.

## Omaggio
Un nuovo ospedale, sorto a Draâ Ben Khedda, è stato nominato "Yacef Omar Hospital" in suo tributo; suo zio Yacef Saadi era presente il giorno dell'inaugurazione il 18 febbraio 2014.

## Cultura di massa
Nel film del 1966 La battaglia di Algeri, diretto da Gillo Pontecorvo, il piccolo Omar è impersonato dal giovane attore non professionista algerino Mohamed Ben Kassen.